# Eurocopa Femenina de Futbol 2009
La Eurocopa Femenina de Futbol 2009 va ser la dècima edició de la competició. Es va jugar a Finlàndia, semifinalista a l'edició anterior. El torneig es va expandir de vuit a dotze equips, i per primera vegada es van jugar uns quarts de final. Islàndia, els Països Baixos i Ucraïna es van classificar per primera vegada.
Alemanya va guanyar el cinquè títol consecutiu, fent un total de set. A la final van guanyar a Anglaterra, que jugava la seua segona final 25 anys després, per 6-2, la major golejada de les finals de la competició.

## Classificació
La fase de classificació es va reunificar a una sola divisió per primera vegada des de l'Eurocopa 1995 i en lloc de la segona divisió es va afegir una fase prèvia per a les seleccions més modestes.

### Fase prèvia
| Grup A | Irlanda Nord (6) | Turquia (6)    | Croàcia (6)     | Geòrgia (0)   |
| Grup B | Israel (9)       | Bòsnia (4)     | Armènia (4)     | Letònia (0)   |
| Grup C | Eslovàquia (9)   | Luxemburg (4)  | Lituània (2)    | Malta (1)     |
| Grup D | Romania (9)      | Bulgària (6)   | Azerbaidjan (3) | Estònia (0)   |
| Grup E | Gal·les (9)      | Kazakhstan (6) | Feroe (3)       | Macedònia (0) |

### Fase regular
| Grup A | Anglaterra (20) | Espanya (17)       | Txèquia (14)   | Belarús (4)    | Irlanda del Nord (1) |
| Grup B | Suècia (24)     | Itàlia (18)        | Irlanda (12)   | Romania (4)    | Hongria (1)          |
| Grup C | França (21)     | Islàndia (18)      | Eslovènia (12) | Sèrbia (6)     | Grècia (3)           |
| Grup D | Alemanya (24)   | Països Baixos (12) | Suïssa (11)    | Bèlgica (10)   | Gal·les (0)          |
| Grup E | Dinamarca (21)  | Ucraïna (19)       | Escòcia (10)   | Eslovàquia (6) | Portugal (2)         |
| Grup F | Noruega (22)    | Rússia (19)        | Àustria (9)    | Polònia (7)    | Israel (1)           |

### Repechage
| Irlanda   | 1-1 | 0-3 | Islàndia      |
| Txèquia   | 0-1 | 1-2 | Itàlia        |
| Escòcia   | 2-3 | 2-1 | Rússia (gd)   |
| Eslovènia | 0-3 | 0-2 | Ucraïna       |
| Espanya   | 0-2 | 0-2 | Països Baixos |

## Torneig final

### Primera fase
| Grup A | Finlàndia (6) | Països Baixos (6) | Dinamarca (3)  | Ucraïna (3)  |
| Grup B | Alemanya (9)  | França (4)        | Noruega (4)    | Islàndia (0) |
| Grup C | Suècia (7)    | Itàlia (6)        | Anglaterra (4) | Rússia (0)   |

### Eliminatòries finals
| Quarts de final   | Quarts de final | Quarts de final | Quarts de final | Quarts de final | Quarts de final | Quarts de final |
| ----------------- | --------------- | --------------- | --------------- | --------------- | --------------- | --------------- |
| Finlàndia         | 2-3             | Anglaterra      |                 | Alemanya        | 2-1             | Itàlia          |
| (p) Països Baixos | 0-0             | França          | Suècia          | 1-3             | Noruega         |                 |
| Semifinals        |                 |                 |                 |                 |                 |                 |
| Anglaterra        | 2-1             | Països Baixos   |                 | Alemanya        | 3-1             | Noruega         |
| Final             |                 |                 |                 |                 |                 |                 |
|                   |                 | Anglaterra      | 2-6             | Alemanya        |                 |                 |